# 구명역
구명역(Gumyeong station, 龜明驛)은 대한민국 부산광역시 북구 구포동에 있는 부산 도시철도 2호선의 지하철역이다. 아침 첫차에는 구명발 장산행 열차가 1편성 운행한다. 3호선 개통 전에는 장산발 구명행이 있었다.

## 역명의 유래
역명의 유래는 구포동에 위치했던 자연 마을인 구명마을(龜明마을)에서 유래된 이름이다. 구명이라는 이름은 1907년 10월 15일에 부산에 설립된 근대적 교육 기관인 구포사립구명학교(龜浦私立龜明學校)가 개교하면서 처음 등장했다. 1906년 11월에 작성된 《구포사립구명학교 취지서》(龜浦私立龜明學校 趣旨書)에 따르면 "거북은 옛부터 신명(神明, 하늘과 땅의 신령)의 후손이자 사령(四靈) 가운데 하나로 여겨졌다. 우리 학교는 천년의 수명을 가진 거북의 신령한 신명처럼 유지하고 확장해 나간다."는 취지에서 붙여졌다고 한다.

## 역사
- 1999년 6월 30일 : 부산 도시철도 2호선 개통과 함께 영업 개시

## 역 구조
승강장은 2면 2선식의 상대식 승강장으로 운영된다. 스크린도어가 설치되어 있다.

### 승강장
| 구남↑ |
| \| 상 |
| ↓덕천 |

| 상행 | ● 부산 도시철도 2호선 | 사상·서면·대연·금련산·장산 방면 |
| 하행 | ● 부산 도시철도 2호선 | 덕천,화명,호포, 양산 방면       |

- 이 역은 반대 방향으로 횡단이 불가능한 역이다.

## 구명행 열차
3호선 개통전에는 장산발 구명행 열차가 있었으나, 폐지되었다. 구명행 열차는 2014년 8월 25일 부산에 100mm 이상의 폭우로 인해 덕천~호포 구간이 운행 중지되어 잠시 부활한 적이 있었다.

## 역 주변
인근에 구포대교, 경부선 구포역, 부산 도시철도 3호선 구포역이 있으나, 거리가 멀어서 환승이 되지 않으며, 덕천역에서 환승 가능하다. 이 역의 3번 출구부터 구포역 육교까지 안내 표지판이 곳곳에 설치되어 있다.
- 구남시장
- 구포2파출소
- 구포배수지
- 가람중학교
- 구포1동 행정복지센터
- 경부선 구포역
- 구포초등학교
- 부산과학기술대학교

## 승차량 변동
2005년 11월 28일에 3호선 구포역이 개통한 후, 집계되었던 2006년 이후 승차량이 현저히 감소하였다.
| 역 노선 | 승차 인원 | 승차 인원 | 승차 인원 | 승차 인원 | 승차 인원 | 승차 인원 | 승차 인원 | 승차 인원 | 승차 인원 | 승차 인원 | 승차 인원 | 승차 인원 | 승차 인원 | 승차 인원 | 주 석 |
| 역 노선 | 2002년    | 2003년    | 2004년    | 2005년    | 2006년    | 2007년    | 2008년    | 2009년    | 2010년    | 2011년    | 2012년    | 2013년    | 2014년    | 2015년    | 주 석 |
| ------- | --------- | --------- | --------- | --------- | --------- | --------- | --------- | --------- | --------- | --------- | --------- | --------- | --------- | --------- | ----- |
| 2호선   | 6845      | 6663      | 6494      | 6340      | 4774      | 4396      | 4663      | 4639      | 4780      | 4868      | 4454      | 4534      | 4446      | 4322      | [ 3 ] |

## 인접한 역
| 부산 도시철도 2호선 | 부산 도시철도 2호선   | 부산 도시철도 2호선 |
| ------------------- | --------------------- | ------------------- |
| 231 구남 장산 방면  | ● 부산 도시철도 2호선 | 233 덕천 양산 방면  |